# Корпоративный бренд
Корпоративный бренд — совокупность визуальных и вербальных элементов бренда компании / предприятия, транслирующих его конкурентные преимущества целевым группам: сотрудникам, инвесторам, дистрибьюторам, конечным потребителям товаров или услуг корпорации, а также обществу и государству.
Корпоративный бренд — это фирменный стиль в широком смысле, позиционирование и устойчивые атрибуты маркетинговых коммуникаций, которые становятся известными в результате последовательного маркетинга.
Выделяют 4 основных направления построения корпоративного бренда в зависимости от рынка, на котором компания осуществляет свою деятельность:
- Business 2 Business branding (рынок B2B, межкорпоративный бизнес);
- Business 2 Customer branding (рынок B2C, рынок конечного потребителя);
- Business 2 Labour branding (рынок B2L, рынок труда). Для привлечения и удержания ценных сотрудников важно сформировать бренд компании на рынке труда как работодателя. Для этого нужно определиться с тем, каким должен быть имидж компании на рынке труда, в чём её преимущества как работодателя по сравнению с конкурентами, людей какого типа компания должна стремиться привлечь и удержать и т. п.[2]
- Business 2 Government branding (рынок B2G, рынок правительственных и властных структур).

Строительство бренда может осуществляться как в отношении компании в целом, так и в отношении какой-либо отдельно воспринимаемой составной части компании, в случае существенного влияния этой составной части на принятие решения потребителя:
- производственные активы (всё, что так или иначе связано с производством продукта: площади, оборудование, технологии и ноу-хау);
- потребительские продукты/бренды;
- персонал;
- первые лица[3]